# Tetjana Ljachowytsch
Tetjana Ljachowytsch (ukrainisch Тетяна Ляхович, engl. Transkription Tetyana Lyakhovych; * 20. Mai 1979 in Holyn, Rajon Kalusch, Oblast Iwano-Frankiwsk) ist eine ukrainische Speerwerferin.
Dreimal nahm sie an Olympischen Spielen teil: Während sie 2000 in Sydney und 2008 in Peking in der Qualifikation ausschied, erreichte sie 2004 in Athen das Finale und wurde Achte.
Ihren persönlichen Rekord von 63,23 m stellte sie am 1. Juli 2008 in Kiew auf.